# Mika Alimentos
Mika Alimentos é uma empresa brasileira fabricante de produtos alimentícios, fundada em 1993 em Cuiabá no estado de Mato Grosso.

## História
Oriundo do interior do estado de São Paulo, Luis Desidério e sua esposa Neusa Desidério, então funcionários de uma distribuidora de alimentos, com a sua falência decidem se mudar para Cuiabá capital de Mato Grosso, onde começaram a revender seus produtos no estado e fundaram a Mika da Amazônia Alimentos, dando início a produção de farináceos de milho e mandioca.
No ano 2016, a empresa inicia em sua unidade em Cuiabá a produção de biscoitos e chás.